# St. Maria Magdalena (Heřmanice)

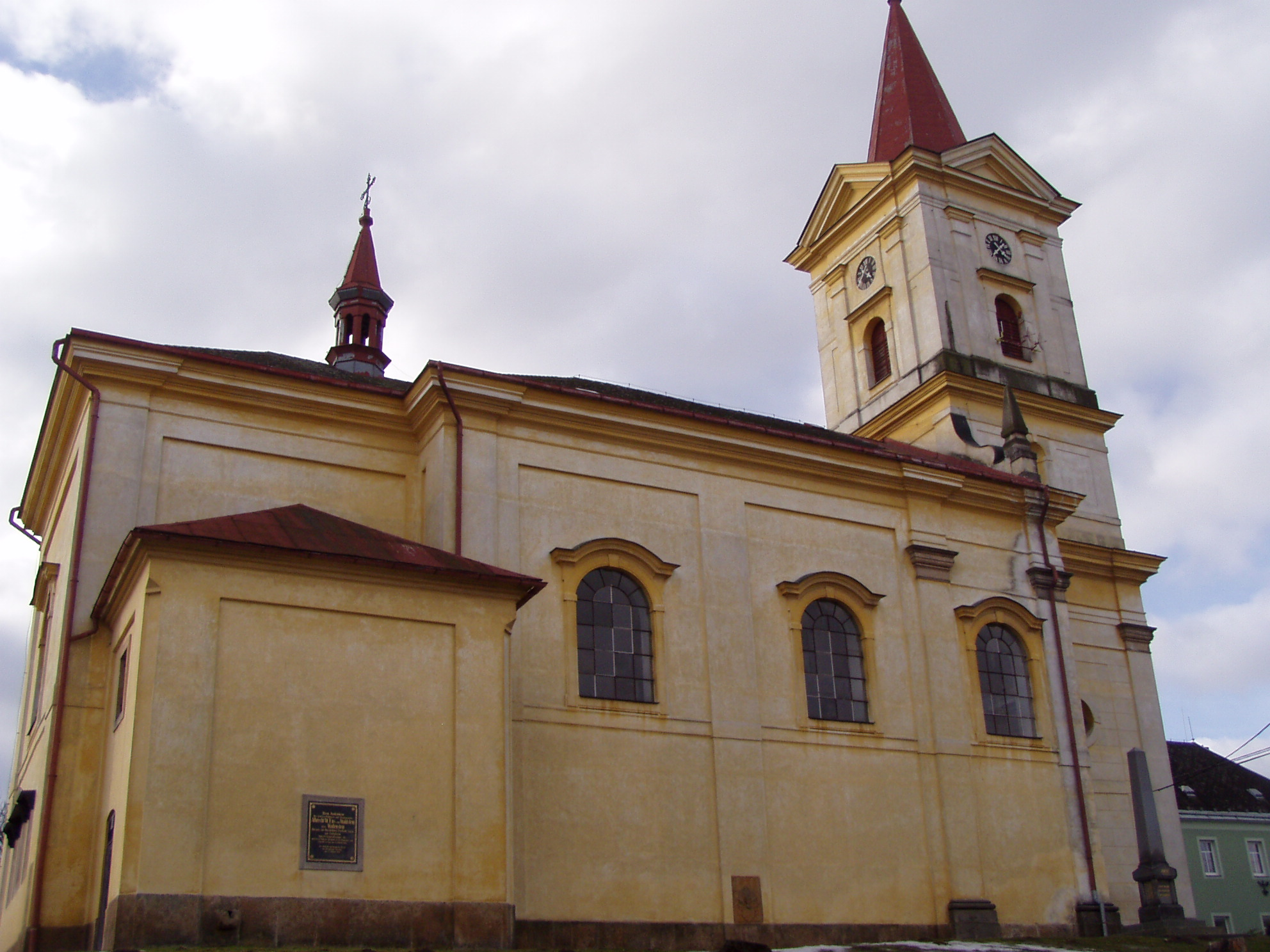
St. Maria Magdalena

St. Maria Magdalena (tschechisch Kostel svaté Maří Magdaleny) ist eine römisch-katholische Pfarrkirche in Heřmanice nad Labem im Královéhradecký kraj in Tschechien.

## Geschichte
Hermanitz gehört zu jenen alten Orten, die schon im 13. Jahrhundert eine Kirche hatten. Von 1358 bis 1413 sind Namen der Seelsorger überliefert. 1439 erfolgte eine Messstiftung, nach 1624 kam die Kirche zur Pfarre Gradlitz. 1786 wurde die Kirche eine Lokalkaplanei und 1858 eigenständige Pfarrei. Die alte Kirche wurde 1720 abgetragen und bis 1721 die neue erbaut. Seit 1766 ist sie eine Wallfahrtskirche mit einer Kopie des Gnadenbildes von Mariazell. 1834 restauriert, brannte 1882 der Turm ab und wurde in der jetzigen Gestalt neuerrichtet.

## Bauwerk
Die Kirche ist ein orientierter einschiffiger Barockbau mit einem Turm an der Stirnseite, einer im Norden ans Presbyterium angebauten Sakristei mit Oratorium. Von der alten Kirche stammet nur das Turmportal mit lateinischer Inschrift von 1766. Der Altarstein stammt aus dem Jahr 1648, der hölzerne Hochaltar trägt ein Gnadenbild. Seitenaltäre sind dem hl. Antonius und der hl. Maria gewidmet. Der Taufstein mit Zinnbecken von 1704 hat eine ausführliche deutsche Aufschrift. In der Kirche befinden sich einige Grabplatten von Angehörigen der Adelsfamilie Waldstein.